# Лозовское сельское поселение (Белгородская область)
Лозовско́е се́льское поселе́ние — муниципальное образование в Ровеньском районе Белгородской области.
Административный центр — село Лозовое.

## История
Лозовское сельское поселение образовано 20 декабря 2004 года в соответствии с Законом Белгородской области № 159.

## Население
| 2010 | 2011 | 2012 | 2013 | 2014 | 2015 | 2016 | 2017 | 2018 |
| ---- | ---- | ---- | ---- | ---- | ---- | ---- | ---- | ---- |
| 509  | ↘507 | ↘501 | ↗503 | ↘486 | ↗489 | ↘478 | ↗480 | ↘477 |
| 2019 | 2020 | 2021 |      |      |      |      |      |      |
| ↘469 | ↘465 | ↘397 |      |      |      |      |      |      |

## Состав сельского поселения
| № | Населённый пункт | Тип населённого пункта       | Население |
| - | ---------------- | ---------------------------- | --------- |
| 1 | Лозовое          | село, административный центр | ↘502      |
| 2 | Широконь         | хутор                        | ↘7        |

## Местное самоуправление
Глава администрации
- Петренко Виктор Васильевич